# Campeonato Sudamericano de Voleibol Masculino Sub-19 de 2024
El XXIII Campeonato Sudamericano de Voleibol Masculino Sub-19 de 2024 fue un torneo de selecciones sudamericanas de jugadores hasta 19 años que se llevó a cabo en Araguari (Brasil) del 31 de julio al 3 de agosto de 2024. El torneo fue organizado por la Confederación Sudamericana de Voleibol (CSV) y otorgó tres cupos para el Campeonato Mundial de Voleibol Masculino Sub-19 de 2025.

## País anfitrión y ciudad sede
| AraguariAraguari, sede del Campeonato Sudamericano de Voleibol Masculino Sub-19 de 2024. | Araguari                                   |
| ---------------------------------------------------------------------------------------- | ------------------------------------------ |
| AraguariAraguari, sede del Campeonato Sudamericano de Voleibol Masculino Sub-19 de 2024. | Polideportivo General Mário Brum Negreiros |
| AraguariAraguari, sede del Campeonato Sudamericano de Voleibol Masculino Sub-19 de 2024. | Capacidad: 2200 espectadores               |
| AraguariAraguari, sede del Campeonato Sudamericano de Voleibol Masculino Sub-19 de 2024. |                                            |

### Formato de competición
Los cinco equipos participantes se enfrentaran en un único grupo, enfrentados en un Sistema de todos contra todos. Los tres primeros equipos del del grupo único clasificarán al Mundial. 

#### Clasificación al Mundial Sub-19
Los tres primeros del certamen lograron la clasificación al Campeonato Mundial de Voleibol Masculino Sub-19 a disputarse en 2025.

## Equipos participantes
Seis selecciones confirmaron su participación en la competencia.
- Argentina
- Brasil
- Chile
- Colombia
- Perú

## Final
| Fecha       | Hora  | Equipo 1 | Res.  | Equipo 2  | Set 1 | Set 2 | Set 3 | Set 4 | Set 5 | Total | Reporte |
| ----------- | ----- | -------- | ----- | --------- | ----- | ----- | ----- | ----- | ----- | ----- | ------- |
| 4 de agosto | 15:00 | Brasil   | 2 - 3 | Argentina | 24-26 | 25-16 | 22-25 | 25-19 | 13-15 | –     | –       |

## Clasificados al Mundial U-19 de 2025
| Bandera de Argentina | Bandera de Brasil | Bandera de Colombia |
| Argentina            | Brasil            | Colombia            |